# Strongylosoma rubripes
Strongylosoma rubripes är en mångfotingart som beskrevs av Ludwig Carl Christian Koch 1867. Strongylosoma rubripes ingår i släktet Strongylosoma och familjen orangeridubbelfotingar. Inga underarter finns listade i Catalogue of Life.